# Louveciennes
Louveciennes je malé městečko ve francouzském departementu Yvelines v regionu Île-de-France. Je součástí aglomerace sídel východně od hlavního města Francie Paříže, od níž je vzdáleno necelých 20 km. Někdejší královský zámek ve Versailles se nachází od Louveciennes zhruba 5 km vzdušnou čarou směrem na jih.

## Historie
Podobně jako jiná sídla v Yvelines, v 11. století bylo Louveciennes majetkem opatství Saint-Denis. Jednalo se o zemědělskou obec, pro niž bylo typické ovocnářství a pěstování vinné révy.

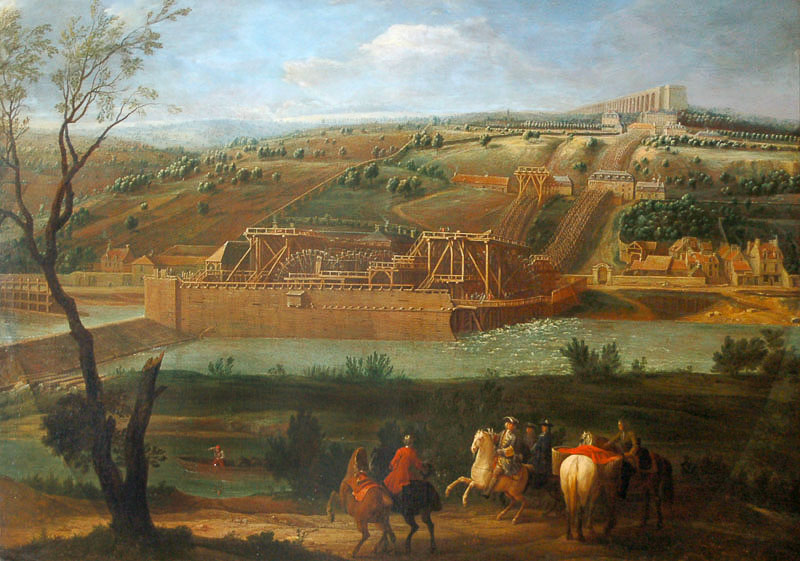
Pierre-Denis Martin: La Machine de Marly a louveciennský akvadukt (1722)

Radikální změnu v historii Louveciennes přineslo období vlády Ludvíka XIV. a realizace jeho monumentálních stavebních projektů v oblasti Versailles, kdy na břehu Seiny severně od Louveciennes byl vybudován mohutný čerpací stroj a přes obec byl postaven vodovod a akvadukt. V městečku v 17. století vznikla také řada panských sídel a zámků. Obec, která se do té doby jmenovala Luciennes, bylo na konci 17. století změněno jméno na Louvetienne.
V průběhu 19. století bylo v postupně budováno železniční spojení do Versailles a později i do Noisy-le-Roi a Saint-Germain-en-Laye přes Louveciennes a Marly (tzv. trať Ligne L du Transilien) a podél této trati vznikla nová zástavba, určená k rekreaci i trvalému bydlení. Proslulost Louveciennes přineslo i to, že jej v 19. století objevili francouzští impresionisté, kteří se inspirovali zdejší krajinou. Malíři Pierre-Auguste-Renoir, Camille Pissarro, Alfred Sisley, Claude Monet a další zde vytvořili celkem na 120 impresionistických děl.
V letech 1959 - 1967 bylo v Louveciennes sídlo Vrchního velitelství spojeneckých sil v Evropě (angl. SHAPE - Supreme Headquarters Allied Powers Europe) a American School of Paris .

## Pamětihodnosti
- Zámek du Pont (Château du Pont) - zámek vybudoval v 16. století Claude Nau, tajemník skotské královny Marie Stuartovny.
- Zámek de Voisins (Château de Voisins) - původní zámek z druhé poloviny 17. století nechala v 18. století přestavět jeho tehdejší majitelka Luisa Alžběta Bourbonská, princezna de Conty, vnučka Ludvíka XIV. a madame de Montespan.
- Zámek Madame du Barry (Château de Madame du Barry), původně panské sídlo Pavillon des Eaux (Vodní pavilón) při trase Chemin de la Machine

- Zámek Louveciennes (Château de Louveciennes) - zámek, který byl vybudován Ludvíkem XIV. na konci 17. století, posléze věnoval Ludvík XV. své milence madame du Barry.
- Zámek des Sources (Chateau des Sources)
- Zámek Beauséjour (Château Beauséjour), sídlo městského úřadu

- Hudební pavilón hraběnky du Barry (Pavillon de musique de la Comtesse du Barry)
- Kostel svatého Martina a svatého Blaise (L'église Saint-Martin-et-Saint-Blaise) - zachováno kněžiště a apsida z 13. století. Kostel byl přestavěn v 19. století, kdy byla vybudována i zvonice, v níž se nachází zvon o průměru 1 130 mm.

- Louveciennský akvadukt - akvadukt byl vybudován v letech 1681 - 1685 podle návrhu architekta Julese Hardouina-Mansarta pro dodávku vody do zámeckých zahrad v Marly-le-Roi a Versailles. Akvadukt byl v roce 1953 zařazen mezi francouzské kulturní památky.[2]
- La Machine de Marly - čerpací stroj vybudovaný z popudu krále Ludvíka XIV. za účelem dodávky vody do zámeckých zahrad ve Versailles a dokončený v roce 1684. Pozůstatky tohoto kolosálního technického zařízení se nacházejí na levém břehu Seiny při severním okraji Louveciennes, avšak již na katastru sousedního Bougivalu.[1]

## Osobnosti, spojené s Louveciennes

Hudební pavilón madame du Barry

Arnold de Ville, stavitel a správce La Machine de Marly, obýval Pavillon des Eaux
Madame du Barrry, milenka francouzského krále Ludvíka XV. Obývala "Vodní pavilón", který byl později přebudován na zámek, nesoucí její jméno
Básník André Chénier, navštívil Louveciennes v druhé polovině 18. století
Malířka Élisabeth Vigée-Lebrun, zemřela v Louveciennes 30. března 1842 ve věku 86 let
Bernard Pierre Magnan, maršál Francie, žil louvenciennském zámku v letech 1852 - 1865
Malíř Auguste Renoir, pobýval v Louveciennes u svých rodičů na přelomu let 1869 a 1870
Malíř Alfred Sisley, pobýval v Louveciennes v letech 1870 - 1874
Skladatel Camille Saint-Saëns, žil v Louveciennes v letech 1865 - 1870
Malíř Georges Henri Manzana-Pissarro, třetí syn malíře Camilla Pissarra, narodil se v Louveciennes v roce 1871
Malířka Jeanne Baudot, žačka a modelka Augusta Renoira, dcera Renoirova lékaře z Louveciennes
Joseph Joffre, maršál Francie, účastník první světové války. Ve 20. letech 20. století si v Louveciennes nechal postavit v koloniálním stylu dům, zvaný Le pavillon de la Châtaigneraie. Joseph Joffre je pohřbený v Louveciennes
Americko-francouzská spisovatelka Anaïs Nin (francouzsko-dánského původu po matce a kubánsko-katalánského původu po otci), žila v Louveciennes v letech 1930 -1936
Skladatel Kurt Weill, po roce 1933 opustil nacistické Německo a do roku 1935, kdy emigroval do USA, žil v Louveciennes
Fyzik Louis de Broglie (7. vévoda de Broglie), nositel Nobelovy ceny za fyziku z roku 1929, zemřel v Louveciennes 19. března 1987 ve věku 94 let.

### Cesta impresionistů
V městečku byla vybudována naučná stezka "Cesta impresionistů" ("Le Chemin des impresionistes"). Na čtyřkilometrovém okruhu, začínajícím a končícím u sídla městského úřadu, někdejšího zámku Beauséjour, lze navštívit místa, kde pracovali nebo která ve svých dílech zobrazili malíři, jako Élisabeth Vigée-Lebrun, Auguste Renoir, Cammille Pissaro, Alfred Sisley a další.

## Louveciennes v díle impresionistů

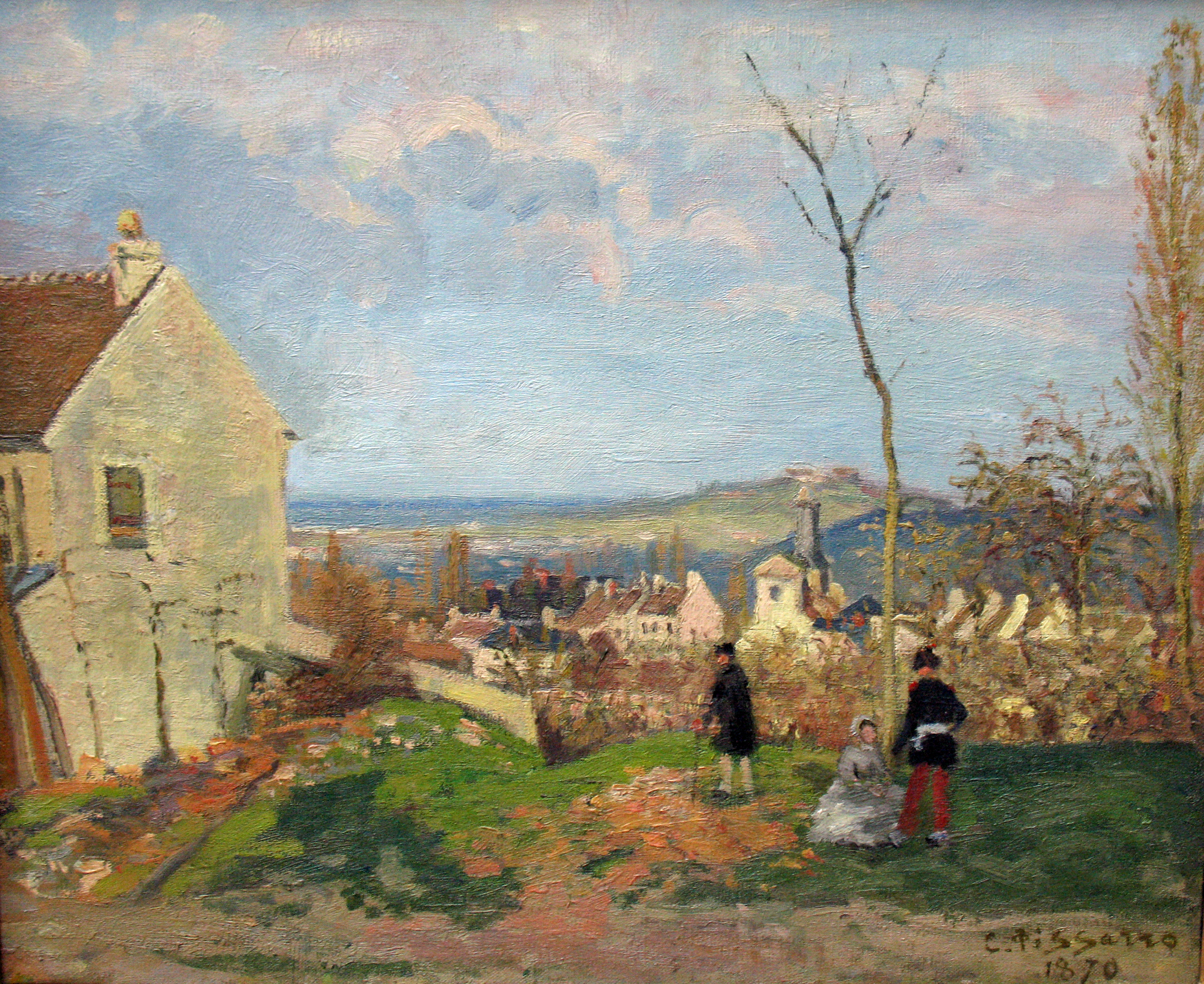
Camille Pissaro: Louveciennes v kopcem Mont Valerien (1870)
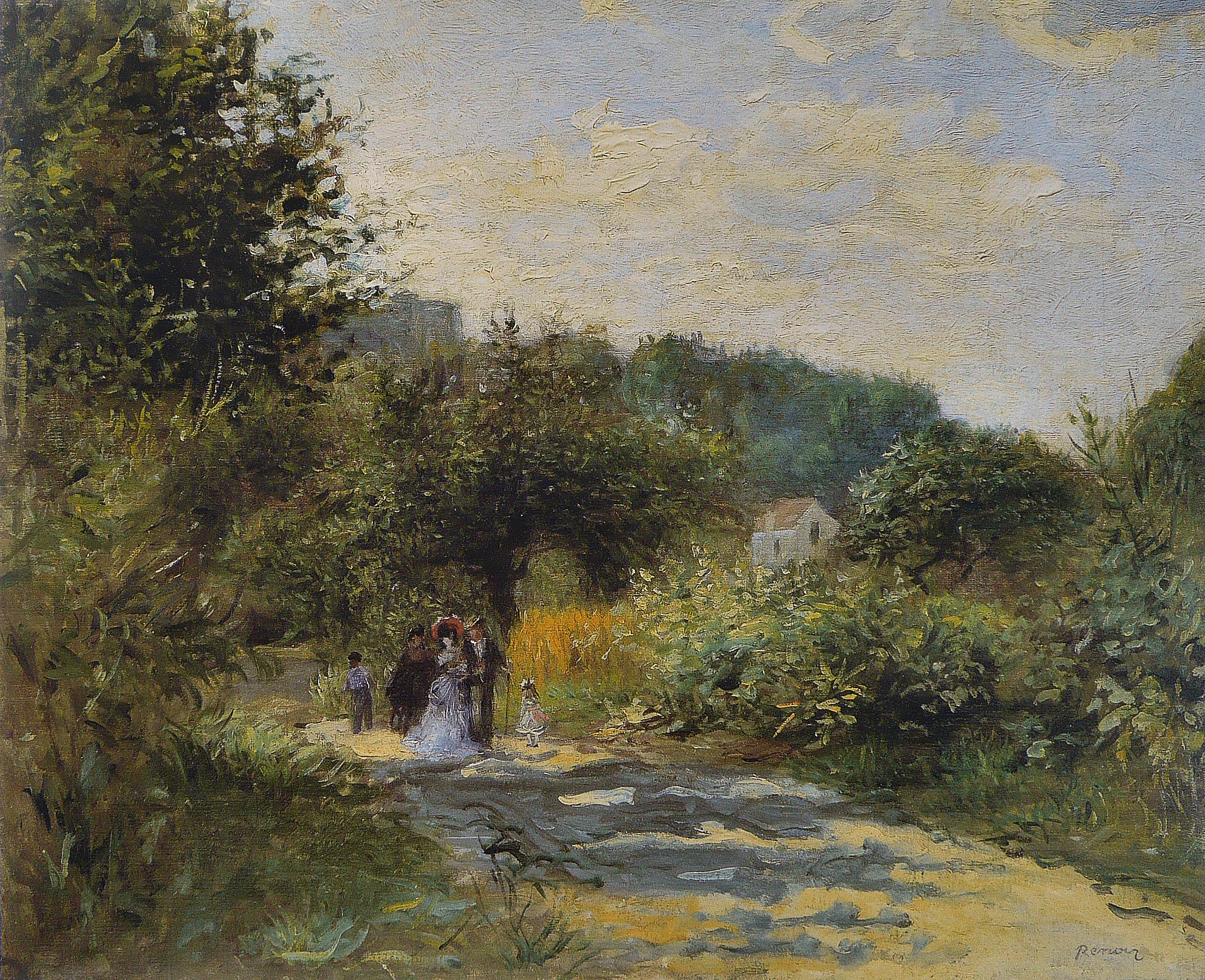
Perre-Auguste Renoir: Cesta v Louveciennes (asi 1870)
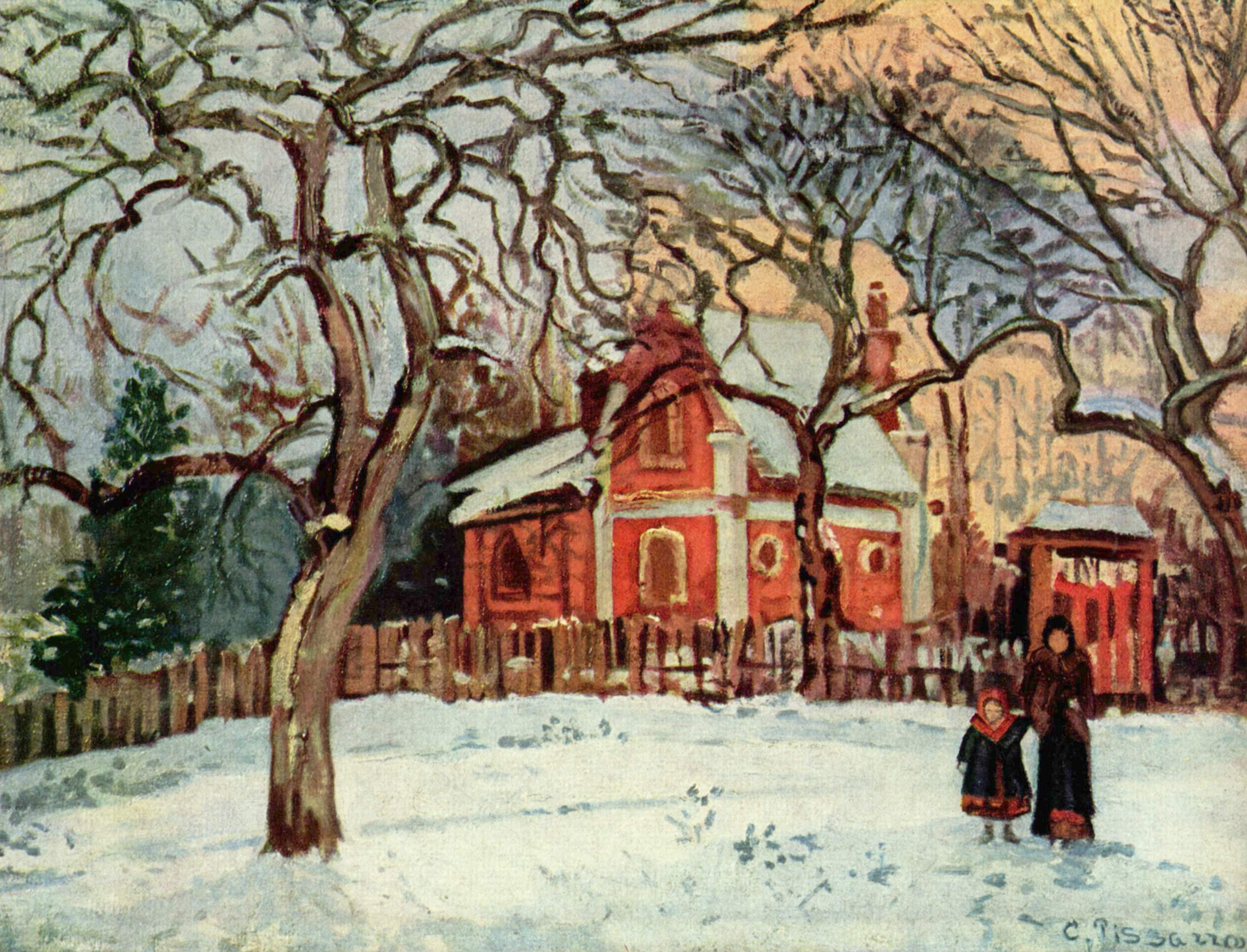
Camille Pissarro: Kaštanový sad v Louveciennes (1879)
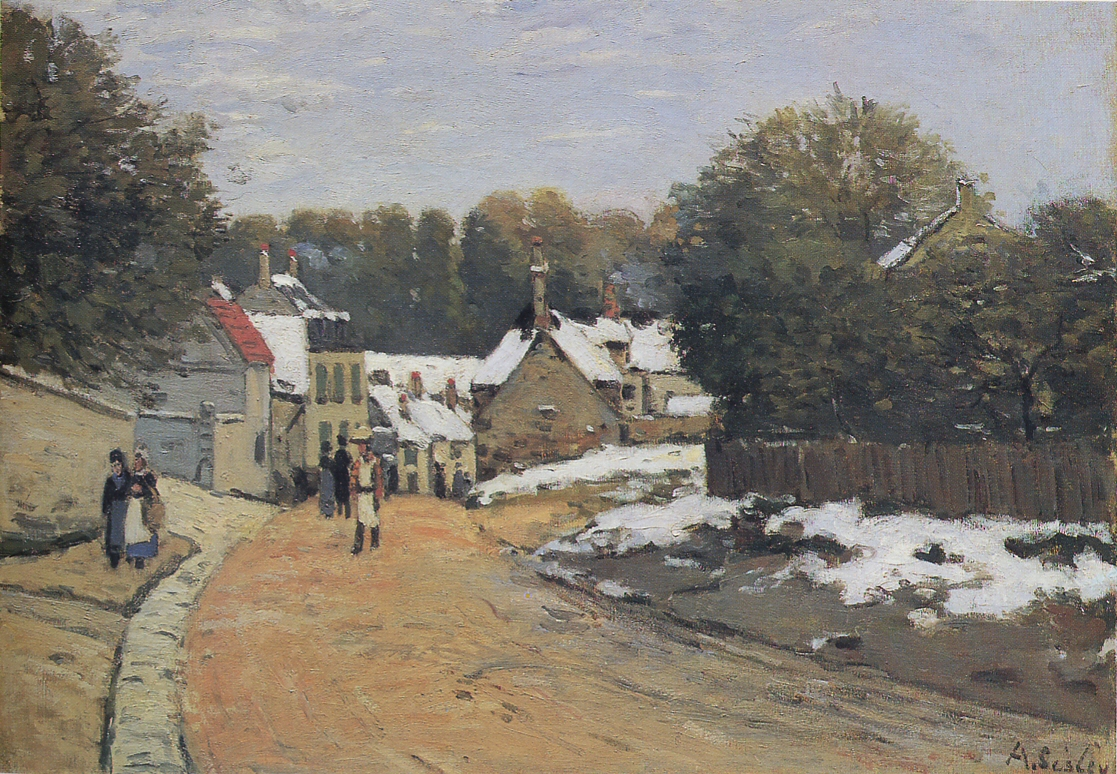
Alfred Sisley: Snih v Louveciennes (1870)
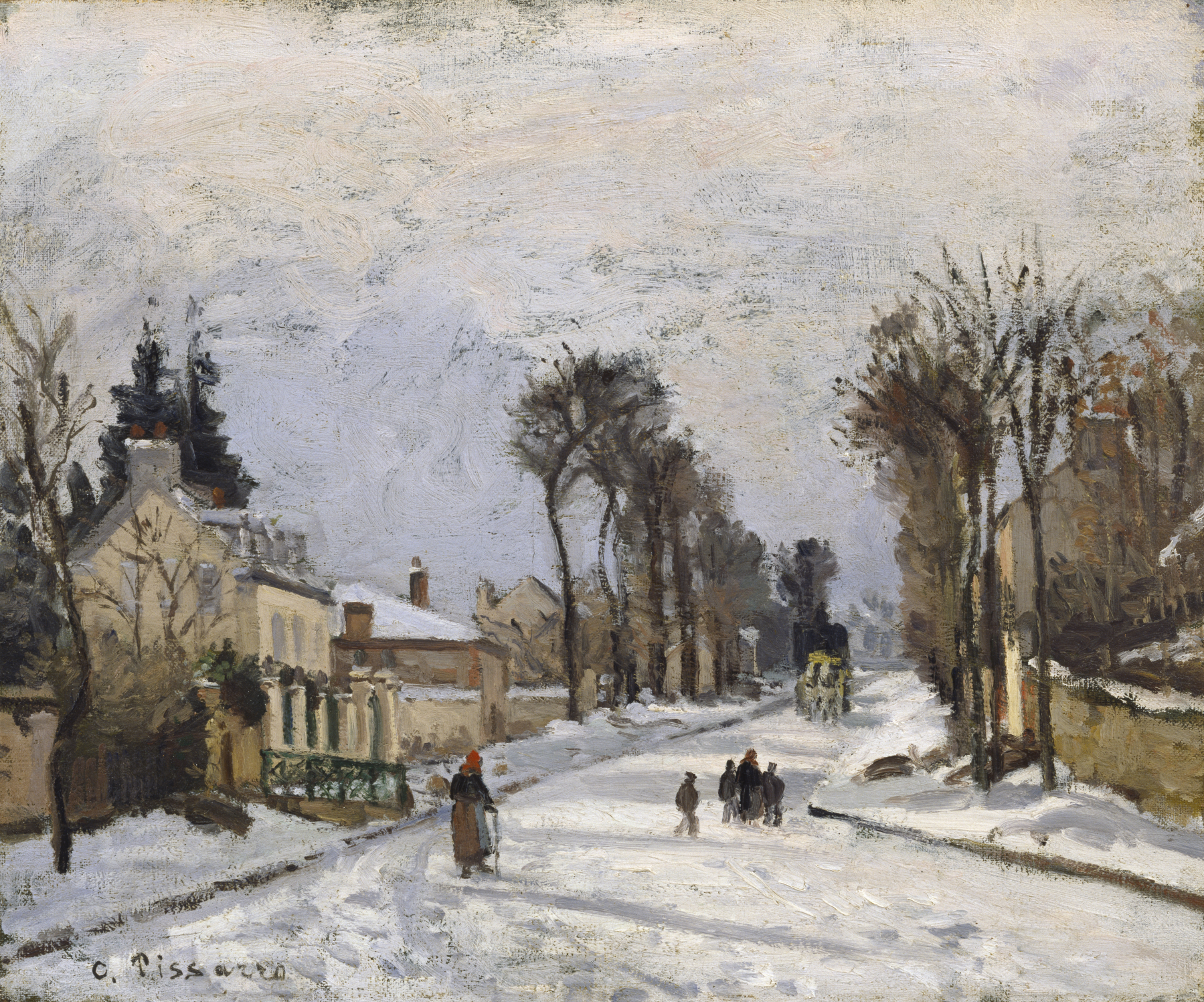
Camille Pissarro: Cesta do Versaiilles v Louveciennes (1869)
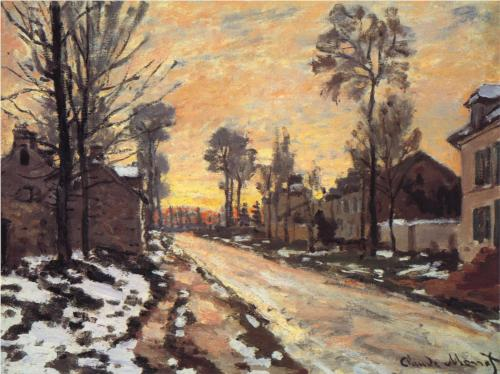
Claude Monet: Cesta v Louveciennes při západu slunce (1870)

## Partnerská města
- Radlett, Anglie
- Vama, Bukovina, Rumunsko
- Meersburg, Bádensko-Württembersko, Německo
- Hohnstein, Sasko, Německo